# Japansk besksöta
Japansk besksöta (Solanum pittosporifolium) är en art i familjen potatisväxter från Japan.

## Synonymer
- Solanum dulcamara var. heterophyllum Makino
- Solanum japonense Nakai
- Solanum nipponense Makino
- Solanum schiffnerianum Witasek
- Solanum pittosporifolium var. pilosum C.Y.Wu & Huang